# Algirdėnų pelkė
Algirdėnų pelkė este o arie protejată (arie specială de conservare — SAC, sit de importanță comunitară — SCI) din Lituania întinsă pe o suprafață de 91 ha, integral pe uscat.

## Localizare
Centrul sitului Algirdėnų pelkė este situat la coordonatele 54°54′39″N 25°44′23″E / 54.9108°N 25.7397°E.

## Înființare
Situl Algirdėnų pelkė a fost declarat sit de importanță comunitară în ianuarie 2004 pentru a proteja un număr necunoscut de specii din flora spontană și fauna sălbatică aflate în arealul zonei. Situl a fost protejat și ca arie specială de conservare în martie 2009.

## Biodiversitate
Situată în ecoregiunea boreală, aria protejată conține 3 habitate naturale: Turbării active, Mlaștini turboase de tranziție și turbării mișcătoare, Mlaștini împădurite.
La baza desemnării sitului se află un număr nedeclarat de specii protejate.